# CJMD-FM
CJMD-FM, ou radio communautaire de Lévis, est une radio québécoise diffusant, à partir de ses studios de Lévis, sur la fréquence 96,9 MHz de la bande FM dans la grand région de Québec. À la suite de son lancement radiophonique en 2009, la radio accroît son audience en passant d'un émetteur de 10 watts à 1000 watts et en diffusant également sur applications mobiles. La radio diffuse principalement de la musique hip-hop et du rock.

## Historique

### Lancement radiophonique
En décembre 2008, la station fait officiellement une demande auprès du CRTC pour obtenir la licence de radio communautaire de type A1, une licence qui lui permettra de passer d'une radio web à une station radiophonique diffusant sur les ondes FM. Dans la foulée, lors des audiences du 26 mai 2009 au Centre des congrès de Québec, CJMD obtient la fréquence 96,9 FM et parvient ainsi à couvrir un plus grand territoire.
Le 31 décembre 2009, la radio communautaire de Lévis entre officiellement en ondes avec une autorisation temporaire de six mois à une puissance de 10 watts.
Le 31 janvier 2010, la station coupe le signal à la demande d'Industrie Canada en raison d'un problème d'équipement, ce qui contraint le directeur de la radio à quitter ses fonctions le 19 janvier 2011 à la suite de différents internes.

### Développement de la radio
En 2013, pour la première fois, la radio communautaire est animée 24 h sur 24 h. Les fins de semaine, Robi Jewel diffuse un contenu communautaire.
En avril 2015, le CRTC renouvelle la licence de la radio jusqu'en 2023.
En septembre 2017, CJMD commence à émettre avec une puissance de 1000 watts, ce qui lui permet d'être écouté dans toute la grande région de Québec, et d'être à portée de près d'un million de personnes.
En 2018, la radio de Lévis est aussi disponible via les sites web TuneIn et Mytuner, ainsi que dans les magasins d'applications mobiles d'Apple et de Google.

### Évolution de la direction
En 2010, Lawrence Morel, Mathieu Gourgue et André Beaudoin décident de reformer un conseil d'administration.
Le 31 mai 2013, Renée Fournier est nommée Directrice générale et Lawrence Morel est nommé directeur de la programmation et directeur du personnel.
En 2014, le conseil d'administration sortant est remplacé. M. Luc Nolet occupe dorénavant la présidence du conseil d'administration. La direction générale change de visage : Manuel Sperandio-Lemay agit comme directeur général de la station, en plus d'animer une émission d'affaires publiques de 15 h à 17 h du lundi au jeudi.
Le 14 juin 2016, Luc Nolet est remplacé à titre de président du conseil d'administration par M. Gaston Gourde. Les membres du conseil d'administration ont tous été relevés : M. Guillaume Ratté-Côté succède ainsi à Manuel Sperandio-Lemay à titre de directeur général, Gaston Gourde, Nicolas Geraghty, Michel Lambert, François Roberge, Annick Papillon, Olivier Proulx et Jimmy Jolicœur agissent comme administrateurs.
Lors de l'assemblée générale annuelle en juin 2017, Nicolas Geraghty devient vice-président du conseil d'administration et Annick Papillon est remplacé par Caroline Gallant.
Lors de l'assemblée générale annuelle, tenu au Patro de Lévis le 14 mai 2018, Caroline Gallant et Nicolas Geraghty sont reconduits vers de nouveaux mandats tandis que Louis-Sébastien Caron et François Pettigrew sont élus aux dépens de Michel Lambert et Jimmy Jolicoeur. Caroline Gallant devient la nouvelle présidente du C.A, Nicolas Geraghty vice-président et Louis-Sébastien Caron secrétaire/trésorier. En 2018, plus de 60 artisans-bénévoles œuvrent à CJMD. Durant l'année, François Pettigrew démissionnera et sera remplacer par Gaétan Dumas. 
Le 27 mai 2019, lors de l'assemblée générale annuelle de l'organisme, trois nouveaux administrateurs sont élus soit : Dany « Babu » Bernier, Félix Bérubé et Kevin Drolet. Les officiers demeurent les mêmes que l'année précédente, soit Caroline Gallant présidente, Nicolas Geraghty vice-président et Louis-Sébastien Caron secrétaire/trésorier. Au cours de l'année, Félix Bérubé et Kevin Drolet démissionneront et seront remplacés par Alain Perron et Rémy Roy. 
En 2020, lors de l'Assemblée générale annuelle tenue de façon virtuelle, Nicolas Geraghty, Caroline Gallant et Louis-Sébastien Caron sont reconduits vers de nouveaux mandats tandis que Keven Bélanger est élu par l'assemblée pour remplacer Gaétan Dumas. Près de 100 artisans-bénévoles composent l'équipe de CJMD en 2020. 

## Format musical
Depuis sa création en août 2004 sur le web, le mandat musical de CJMD-FM demeure de faire découvrir des sujets et des styles musicaux peu présents sur les radios commerciales. Elle diffuse essentiellement des émissions parlées, de la musique hip-hop et du rock, ainsi que du country, du blues et du bluegrass. Les artistes et groupes francophones locaux, particulièrement dans le genre hip-hop, sont mis de l'avant.